# 紐斯特里亞
紐斯特里亞 （Neustria）是法國的一個歷史區域，這一地區是法蘭克王國在511年獲得的土地，範圍南起阿基坦，北至英吉利海峽，包括了現在法國北部大部分地區，巴黎和蘇瓦松均位於這一地區。與之相對的是法蘭克王國東部被稱為奧斯特拉西亞。
在2015年上映的HERO電影版描述了在歐洲的『紐斯特里亞公國』虛構國度。